# 格萨尔王传
格萨尔王传（藏語：གེ་སར་རྒྱལ་པོ་，威利转写：Ge-sar rgyal-po），流行在西藏和中亚地区的著名史诗，目前在西藏、蒙古和土族中间尚有140位演唱艺人在说唱这部史诗。
格萨尔王传已经存在有一千多年，长达60万诗行，相当于印度史诗《摩诃婆罗多》3部长，《罗摩衍那》15部长，是世界最长的史诗。讲述传说中的岭国国王格萨尔的故事，对藏传佛教影响很大。格薩爾王傳在目前有多達五十多種不同的版本，但僅中國大陸發行的藏文版本就已達到120冊，分29章。而第一个印刷發行的版本是1716年，在北京发布的蒙古文版。

## 故事梗概
故事从创世时期开始，讲述三位伟大的佛教大法师将西藏从野蛮时期转化为帝国时期（大约公元7世纪－9世纪），其中最著名的是蓮華生大师，他用誓言约束当时西藏的混乱，但由于许多魔鬼并没有被完全降伏，其后又发生动乱，西藏被吃人的魔鬼、游牧部落所统治，分为许多小国，各国国王都是邪恶和贪婪的。
为了缓解这种形势，包括佛、梵天、普贤菩萨以及地下的神和龙族都决定必须从天上送下一位英雄去制服这些鬼怪，最终让仓巴噶波（白梵天）的最小的儿子闻喜下凡，雖然不滿，但还是勉強同意了。他下凡后降生为一个龙女的儿子，叫做觉如，成为岭国的王子。岭国在西藏的东部，长江和雅砻江之间。
觉如有一个同父异母的哥哥「嘉察协噶」，是一位伟大的勇士，在战斗中壯烈牺牲，有的版本说他是中國皇帝的孙子。他有两个叔叔，一位叫绒察查根，非常聪明并支持他；另一位名叫晁通，非常贪婪並想夺取王位，但没有成功，其后私通敌人。一开始觉如因为行为不端，母子两人被放逐到黄河上游地区，过着茹毛饮血的生活。
当觉如12岁时，回到岭国参加了一场足以决定王位继承權的赛马，赢得王位，被尊称为世界雄狮大王格萨尔罗布扎堆。并和珠牡结婚。格萨尔称王以后，首先杀死了北方吃人的黑魔鲁赞。他的妻子被霍尔国的白帐王抢走，格萨尔王杀死白帐王，夺回妻子。爾後他又征服姜国（云南）和门国（喜马拉雅山麓）。此外他又建立18个功劳（有的版本说是40个），征服了塔吉克和中亞。格萨尔王到80岁时，到地狱救出自己的妻子和母亲，最终离开地上王国，和妻子一起回到了天上。

## 历史
格萨尔王传可能起源于佛教第二次传入西藏时期，（噶當派形成期间），也可能是起源于苯教的故事。最早的手抄本可能是11世纪期间佛教和尚写下的。1860年代由藏族哲学家米梵姜扬嘉措监制整理，大圆满寺（卓千寺）的和尚刻版印刷成书。
格萨尔王的故事在蒙古族中也流传很广，称为“格斯尔王”，并且随着卡尔梅克人传播到里海和欧洲。不丹的第二位国王将聆听说唱格萨尔王传当作宫廷中主要的娱乐活动和最重要的教诲。

### 起源假說
以法国学者石泰安為代表的一些人提出，根據語音上的相似性，格萨尔（Gesar）一名可能来源于古罗马的皇帝头衔凯撒（拉丁語：Caesar）。这个王称后来东传，不但罗马后继者拜占庭帝国使用，跟拜占庭打过交道的突厥人和蒙古人也都先后引入该词。唃厮啰（gyalsras）一词也与格萨尔或凯撒同源。這個名稱可能以突厥語為中介，通過健陀罗地区的突厥统治者傳入西藏。而格萨尔故事的直接来源很可能是八世纪巴克特里亚（Bactria）健陀罗地区的突厥统治者，他们使用的头衔是From Kesar，即罗马凯撒（拉丁语 Roma >> 伊朗语 frōm-hrōm）。这个故事本是罗马凯撒打败阿拉伯军队，在藏族占据拉达克地区后流入西藏，情节不断添加，佛教化，最终藏化为格萨尔王的故事。
但弗兰克（A. H. Francke）认为藏语“格萨尔（Gesar）”源自梵语。S.K.查特吉在介绍他的作品时指出，古典藏文Skye-gsar中的Kesar和Kyesar的拉达克变体意为“重生/新出生”，而藏文中的Gesar / Kesar（如梵语）则表示“花的花药或雌蕊”。”，对应于梵文kēsara，其根“kēsa”（头发）是印欧语系。

### 身世傳說
根据故事的描述和当地人民的传说，格萨尔王的出生地很可能就是中國四川甘孜德格县的阿须乡。他灵魂安息的山就是阿尼玛卿山的果洛峰。甘孜一带的林葱土司奉格萨尔王为始祖。
尽管该史诗在整个藏语地区都广为流传，但康巴和安多藏區长期以来一直被认为是其传播的中心地帶，传统确实将格萨尔与岭国（藏語：གླིང，威利转写：gling）联系在一起（威利轉寫：gling）。在藏语中，“gling”的意思是“岛屿”，但与梵文“dvīpa”一词一样，可以具有“大陆”的次要含义。岭国是位于长江和雅礱江之间的康巴的一个小王国。灵塘（藏語：གླིང་ཚང，威利转写：gling tshang）的历史王国一直存在到20世纪。

## 相關事件
2018年3月20日，中共中央总书记习近平在第十三届全国人民代表大会第一次会议闭幕式发表讲话时，将《格萨尔王》错读成“萨格尔王”。新华社对习近平讲话影片中的错误进行修动。新浪微博也立刻对习近平念错格萨尔王名称的消息、评论等展开审查，当时有一段时间无法搜到“格萨尔王”和“萨格尔王”两个词语。